# Ministère nommé par la commission municipale de Paris
Trois Glorieuses
Ministère Casimir de Rochechouart de Mortemart Ministère provisoire du 1er août 1830
Le ministère nommé par la commission municipale de Paris a été en fonctions pendant une journée, du 31 juillet au 1er août 1830. Il comprenait 7 membres.

## Formation
Dans la matinée du 29 juillet 1830, François Guizot, prenant acte de ce que Charles X et ses ministres ont quitté Paris et se trouvent au château de Saint-Cloud et que les troupes royales, commandées par le maréchal Marmont, ont dû se replier dans le bois de Boulogne, appelle à la nomination d'une commission municipale provisoire chargée formellement de ravitailler la capitale en suppléant la carence des autorités civiles et militaires. Dans le Moniteur universel, cette commission est appelée le « Gouvernement provisoire ». Cette nomination, qui chercha avant tout à doubler les révolutionnaires partisans d'un régime républicain, est soutenue notamment par Bertin de Vaux, l'un des propriétaires du Journal des Débats, et Alexandre Méchin, député libéral de l'Aisne.
Sollicité pour faire partie de la commission municipale, Jacques Laffitte se dérobe, préférant se réserver pour un rôle national. Le général Gérard refuse également car il aspire à prendre le commandement militaire de Paris. En définitive, la commission municipale est composée de cinq députés : Casimir Perier, le général Mouton, Pierre-François Audry de Puyraveau, François Mauguin et Auguste de Schonen. Elle s'installe à l'hôtel de ville dans l'après-midi du 29 juillet et prend pour secrétaire Odilon Barrot.
Le 31 juillet, alors que les députés ont offert au duc d'Orléans, qui l'a acceptée, la lieutenance générale du royaume, la commission municipale cherche à se transformer en exécutif provisoire et nomme des commissaires aux différents départements ministériels. Ces commissaires, dont la plupart seront confirmés dans leurs fonctions par Louis-Philippe d'Orléans le lendemain 1er août, forment, pendant à peine une journée, le ministère nommé par la commission municipale de Paris.

## Commissaires chargés des départements ministériels
| Fonction                                                | Image | Nom                              |
| ------------------------------------------------------- | ----- | -------------------------------- |
| Ministre de l’Intérieur et Ministre des Travaux publics |       | Victor de Broglie                |
| Ministre de la Justice                                  |       | Jacques Charles Dupont de l'Eure |
| Ministre des Affaires étrangères                        |       | Louis Pierre Édouard Bignon      |
| Ministre de la Guerre                                   |       | Étienne Maurice Gérard           |
| Ministre des Finances                                   |       | Joseph-Dominique Louis           |
| Ministre de la Marine                                   |       | Henri de Rigny                   |
| Ministre de l’Instruction publique                      |       | François Guizot                  |

## Fin
Dès le 1er août 1830, Louis-Philippe d'Orléans, désirant montrer qu'il exerce la plénitude du pouvoir exécutif, procède à de nouvelles nominations de commissaires provisoires aux départements ministériels, en affectant d'ignorer celles de la commission municipale, signalant par cette omission que le pouvoir exécutif résidait dans ses seules mains, mais, dans les faits, en les confirmant largement. Voir : Ministère provisoire du 1er août 1830.